# Buschkothen
Buschkothen war eine Ortslage im Wuppertaler Stadtbezirk Vohwinkel, Wohnquartier Schöller-Dornap, die sich in die zwei Wohnplätze Oberer Buschkothen und Unterer Buschkothen aufteilte. Während Oberer Buschkothen bereits Ende des 20. Jahrhunderts bei der Süderweiterung I des Kalksteinbruchs Grube Hahnenfurth abgetragen wurde, fiel der Wohnplatz Unterer Buschkothen erst zu Beginn des 21. Jahrhunderts der Süderweiterung II des Kalksteinbruchs zum Opfer.

## Lage und Beschreibung
Buschkothen lag im Norden Vohwinkels an der alten Trasse der Bundesstraße 7, die im Rahmen der Süderweiterung I nach Norden verlegt und abgetragen wurde. Benachbarte Orte sind die ebenfalls abgegangenen Schmalefeld, (Alt) Dornap und Gerhardtsfurth, sowie die Ortslagen Bollenbergsdorf, Dornap, Hahnenfurth und Holthausen.

## Geschichte
Der Hof ist als Buschkötg auf der Topographia Ducatus Montani des Erich Philipp Ploennies aus dem Jahre 1715 verzeichnet.
Im 19. Jahrhundert war Buschkothen ein Wohnplatz in der Landgemeinde Unterdüssel der Bürgermeisterei Wülfrath, die aus der bergischen Honschaft Unterdüssel hervorging. Auf der Topographischen Aufnahme der Rheinlande von 1824 ist der Ort mit Buschkoten und auf der Preußischen Uraufnahme von 1843 mit Ob. Buschkotten und Unt. Buschkotten beschriftet. 1888 besaß der Ort laut dem Gemeindelexikon für die Provinz Rheinland vier Wohnhäuser mit 45 Einwohnern.
Durch den Ort wurde zu Beginn des 19. Jahrhunderts die Provinzialstraße zwischen Elberfeld und Düsseldorf gebaut, die 1934 als Reichsstraße 7 qualifiziert und später in Bundesstraße 7 umbenannt wurde. Auf der Straße verlief die am 18. Mai 1952 stillgelegte Straßenbahnstrecke zwischen Mettmann und Wuppertal. Mit der Kommunalreform von 1975 wurde der Bereich um Buschkothen in die Stadt Wuppertal eingemeindet.
Ende des 19. Jahrhunderts begann der industrielle Abbau des devonischen Massenkalks im Bereich Dornap/Hahnenfurth, dem Buschkothen schließlich zum Opfer fiel.